# Kistänge
Kistänge är ett naturreservat i Havdhems socken i Region Gotland på Gotland.
Området är naturskyddat sedan 2017 och är 4 hektar stort. Reservatet består av ett ängs- och lövskogsområde. 